# Фред Гуцул
Фред Гуцул (англ. Fred Hucul, 3 грудня 1931, Саскачеван — 5 червня 2025) — канадський хокеїст, що грав на позиції захисника.

## Ігрова кар'єра
Професійну хокейну кар'єру розпочав 1951 року.
Протягом професійної клубної ігрової кар'єри, що тривала 19 років, захищав кольори команд «Чикаго Блек Гокс», «Сент-Луїс Блюз», «Сент-Луїс Флайєрз», «Баффало Бізонс», «Калгарі Стампідерс», «Денвер Інвадерс», «Вікторія Мейпл Ліфс», «Талса Ойлерс», «Канзас-Сіті Блюз».

## Подальше життя та смерть
Пізніше Гуцул проживав у Тусоні, штат Аризона. Про його смерть у віці 93 років повідомила Асоціація колишніх гравців НХЛ 27 червня 2025 року.

## Статистика НХЛ
| Сезон        | Клуб               | Ліга         | Регулярний сезон | Регулярний сезон | Регулярний сезон | Регулярний сезон | Регулярний сезон | Плей-оф | Плей-оф | Плей-оф | Плей-оф | Плей-оф |
| Сезон        | Клуб               | Ліга         | І                | Г                | П                | О                | ШХ               | І       | Г       | П       | О       | ШХ      |
| ------------ | ------------------ | ------------ | ---------------- | ---------------- | ---------------- | ---------------- | ---------------- | ------- | ------- | ------- | ------- | ------- |
| 1950-51      | «Чикаго Блек Гокс» | НХЛ          | 3                | 1                | 0                | 1                | 2                | —       | —       | —       | —       | —       |
| 1951-52      | «Чикаго Блек Гокс» | НХЛ          | 34               | 3                | 7                | 10               | 37               | —       | —       | —       | —       | —       |
| 1952-53      | «Чикаго Блек Гокс» | НХЛ          | 57               | 5                | 7                | 12               | 25               | 6       | 1       | 0       | 1       | 10      |
| 1953-54      | «Чикаго Блек Гокс» | НХЛ          | 27               | 0                | 3                | 3                | 19               | —       | —       | —       | —       | —       |
| 1967-68      | «Сент-Луїс Блюз»   | НХЛ          | 43               | 2                | 13               | 15               | 30               | —       | —       | —       | —       | —       |
| Усього в НХЛ | Усього в НХЛ       | Усього в НХЛ | 164              | 11               | 30               | 41               | 113              | 6       | 1       | 0       | 1       | 10      |